# Magda Gabor
Magdolna "Magda" Gabor (11 de junho de 1915 – 6 de junho de 1997) foi atriz e socialite húngaro-americana, irmã mais velha de Zsa Zsa e de Eva Gabor.

## Origem
A filha mais velha de uma joalheira, Jolie (1896-1997), e de um soldado, Vilmos Gábor (1881-1962), Magda nasceu em 1915, em Budapeste. Seus pais eram ambos de famílias judias. Ela está listada na Hungria: Nomes Judeus dos Arquivos Sionistas Centrais, sob o seu primeiro nome de casada, como Magda Bychowsky. Ela tinha 1,67m de altura, cabelo ruivo e olhos cinzentos.
Durante a Segunda Guerra Mundial, Gabor foi dita ter sido a noiva do embaixador português na Hungria, Carlos Sampaio Garrido; outra fonte afirma que ela era sua amante e outro afirma que ela foi sua assessora. Depois que ela fugiu para Portugal, em 1944, após a ocupação nazista da Hungria, e, com a ajuda de Sampaio, ela teria sido amante de um nobre espanhol, José Luis de Vilallonga. Gabor chegou aos Estados Unidos em fevereiro de 1946, de Natal, Brasil. Dentro de um ano de sua chegada, ela se casou com um cidadão americano, William Rankin, e permaneceu no país.

## Casamentos
Gabor casou-se seis vezes. Duas vezes viúva, três vezes divorciada, e um casamento foi anulado. Sem filhos. Seus maridos, em ordem cronológica, foram:
- Jan Bychowsky (c. 19 de novembro de 1937 – 22 de maio de 1944; morto), um suposto conde polaco e piloto da RAF. Gabor deu o seu nome como Magda de Bychowsky e seu estado civil como divorciada num conhecimento de passageiro de uma companhia aérea, acessado em ancestry.com 30 de dezembro de 2011; segundo esse formulário, ela tinha deixado a sua cidade de residência (Lisboa, Portugal), onde morava na rua Buenos Aires, 17, e chegara a Nova Iorque para visitar sua família.
- William M. Rankin (c. 1946 – 11 de agosto de 1947; divorciada) um dramaturgo e roteirista americano (The Harvey Girls, entre outros filmes); eles se divorciaram em Los Angeles em 1947. Ele nasceu em 31 de março de 1900 e faleceu em março de 1966.[12]
- Sidney Robert Warren (c. 14 de julho de 1949 – 1950; divorciada), um advogado. Eles se casaram em Riverhead, Long Island, Nova Iorque, em 1949, e se divorciaram no ano seguinte.[13]
- Arthur "Tony" Gallucci (c. 1 de abril de 1956 – 22 de janeiro de 1967; morto), presidente da Samuel Gallucci & Filho, "uma das mais antigas firmas de construção nos Estados Unidos".[14][15][16] Casaram-se em Franklin, Nova Jersey. Ele morreu de câncer, em 1967.[17]
- George Sanders (c. 5 de dezembro de 1970 – 6 de janeiro de 1971; anulado) um ator britânico, que já havia sido casado com a sua irmã Zsa Zsa. Eles casorciaram em Riverside, Califórnia[18]
- Tibor R. Heltai (5 de agosto de 1972 – 1975; divorciada) um consultor econômico que se tornou um corretor de imóveis. Eles casaram-se em Southampton, Nova Iorque , em 1972, separados em junho de 1973, e se divorciaram dois anos mais tarde, em 1975.

## Morte
Magda Gabor morreu em 6 de junho de 1997, cinco dias antes de seu 82º aniversário, de insuficiência renal e da decisão de remover o suporte de vida, dois meses após a morte de sua mãe, e foi enterrada no Desert Memorial Park em Cathedral City, Califórnia.

## Filmografia
- Modern Girls (1937, filme)
- Four Star Revue (1953, televisão)
- The Colgate Comedy Hour (1955, televisão)
- The Eva Gabor Show (1953–54, televisão)